# 鄭佑
鄭佑（1421年—？），字孔佐，浙江衢州府常山縣人，順天府大興縣民籍，明朝政治人物。同進士出身。

## 生平
景泰元年（1450年）庚午科順天府鄉試第二十六名。景泰二年（1451年）聯捷辛未科會試第一百二十二名，殿試登進士第三甲第九十八名，曾任按察司副使。

## 家族
曾祖父鄭辰表。祖父鄭善同。父亲鄭景元。
子鄭惟桓。